# Esclavitud en el Perú
La esclavitud en el Perú es un fenómeno que se ha desarrollado a lo largo de su historia desde los tiempos prehispánicos. 

## Época pre-inca

### En la cultura mochica
En la cultura mochica, los esclavos eran mayormente prisioneros de guerra. Estos prisioneros de guerra eran mayormente usados como sacrificios en ceremonias rituales.

### En el reino chimú
La sociedad del reino chimú era una sociedad jerarquizada donde en el último escaño estaban los esclavos quienes eran mayormente prisioneros de guerra.

## Época inca
En el Imperio Inca existieron esclavos llamados pinacunas. Los esclavos en el Imperio Inca eran por ser prisioneros de guerra o por sucesión familiar. La institución de la esclavitud en el Imperio Inca fue establecida por el Sapa Inca Huayna Cápac.

## Época virreinal
| Lugar               | Número         |
| ------------------- | -------------- |
| Cercado de Lima     | 18,000         |
| Ica                 | 4,000          |
| Chancay             | Menos de 1,000 |
| Cañete              | Menos de 1,000 |
| Lambayeque          | Menos de 1,000 |
| Cercado de Trujillo | Menos de 1,000 |
| Moquegua            | Menos de 1,000 |
| Cercado de Arequipa | Menos de 1,000 |

Los primeros esclavos negros llegaron con los conquistadores españoles. En el Virreinato del Perú, la esclavitud fue a escala media a menor. La esclavitud no era un aspecto importante de la economía del virreinato peruano a diferencia de en el caribe español.  también se dio casos de indígenas poseyendo esclavos aprovechando los vacíos legales de la época. La mayor población de esclavos negros se concentró en la ciudad de Lima.

## Época republicana
Durante la época de independencia, José de San Martín decretó el 12 de agosto de 1821 la libertad de vientres por la cual los hijos de esclavos nacidos desde el 28 de julio de ese año eran libres, además que desde ese año, el Estado pagase la libertad de cierto número de esclavos mayores; también recibieron la libertad quienes se enrolasen en el ejército libertador. En la Constitución de 1823 se declara que nadie nace esclavo en el Perú, y se abolía la trata de esclavos, pero por diversas circunstancias no se aplica de manera adecuada. En 1854, durante el gobierno de Ramón Castilla, se da por abolida de manera oficial la esclavitud.